# Bactris simplicifrons
Bactris simplicifrons é uma palmeira de tamanho pequeno (0.5–2 m de altura, 0.3–1 cm de diâmetro), encontrada em Trinidad e Tobago, Guiana, Suriname, Guiana Francesa, Brasil, Colômbia, Equador, Peru e Bolívia.